# Життя 3.0. Доба штучного інтелекту (книга)
Життя 3.0. Доба штучного інтелекту (англ. Life 3.0: Being Human in the Age of Artificial Intelligence) — книга шведсько-американського астрофізика, одного з найавторитетніших дослідників штучного інтелекту, професора Массачусетського технологічного університету Макса Теґмарка. Вперше вийшла 23 серпня 2017 року в американському видавництві «Knopf». Українською мовою книгу перекладено та опубліковано 2019 року видавництвом «Наш формат».

## Огляд книги
На відміну від людського, штучний інтелект не залежить від еволюційних обмежень та атомів вуглецю. У нього є одна вагома риса – здатність постійно вчитись та вдосконалюватись. У майбутньому саме штучний інтелект допоможе людству вирішити ряд важливих проблем, у тому числі кліматичні, та боротьбу з невиліковними захворюваннями. 
У своїй книзі Теґмарк розглядає можливі сценарії розвитку подій у разі появи на Землі надрозумного штучного інтелекту, аналізує перспективи розвитку високих технологій, їх можливості та ризики. Автор закликає фахівців об'єднати свої зусилля в боротьбі за кібербезпеку та «дружній» штучний інтелект.

## Основний зміст
Щодо еволюційних форматів життя автор має власне бачення. Таких є три: 1.0, 2.0 і 3.0.
Життя версії 1.0 притаманне бактеріям, які сам Теґмарк визначає як «невеликі атоми, котрі утворюють найпростіший алгоритм саморегуляції». Такі формування не здатні вчитись, освоювати нові знання. Їх робочий механізм надзвичайно простий — рухатися в бік, де більше їжі. Щодо «програмного забезпечення», то його апгрейд можливий тільки в результаті еволюційних пертурбацій.
Життя 2.0 властиве людям. Ми також досить жорстко обмежені щодо власної еволюції, однак маємо одну особливу властивість — вчитися й удосконалюватися. Протягом життя, наше «програмне забезпечення» можна розвивати так, як того захочеться нам самим. Власне, саме така риса дозволила людині стати домінантною на цій планеті, організувати власну культуру та цивілізацію.
Щодо формату життя 3.0, то тут немає ані біологічних, ані еволюційних рамок. Штучний інтелект може покращувати своє ПО до неймовірності — збільшувати пам'ять, обчислювальну потужність. Теґмарк зазначає, що людство сприймає розум як щось винятково загадкове з біологічного погляду. Одночасно, стверджує: подібні уявлення не мають підґрунтя. Автор наполягає, що для генерації машин, інтелект (який буде кращий ніж людський), не являється перешкодою. Органічна матерія ніяк не впливає на розум. Фізик визнає, що штучний інтелект має високі ризики: він або докорінно змінить життя кожного на краще, або ж стане найзагрозливішим явищем за всю історію людства. І щоб ці ризики нівелювати, людству варто частіше вести дискусії з цього приводу.
Чи можна утримати штучний інтелект під контролем? Які шанси, що надрозум буде вірний закладеним в нього пріоритетам? Чи зможемо ми співіснувати з мислездатними машинами нарівні, об'єднаємося в одне ціле чи влаштуємо війну на виживання? Що взагалі означає бути людиною в епоху ШІ? У книзі «Життя 3.0» більше питань, аніж в найбільш об'ємній соціологічній анкеті. Однак, Теґмарк намагається забезпечити читача якомога більшою масою інформації для самостійного пошуку відповідей.

## Додаткова інформація
Книга «Життя 3.0. Доба штучного інтелекту» отримала високі оцінки таких відомих підприємців, вчених, науковців, як Ілон Маск, Стівен Гокінг, футурист і автор бестселерів Рей Курцвейл, дослідник штучного інтелекту Нік Бостром. Цей посібник також не залишився поза увагою авторитетних видань – «Wall Street Journal», «The Times», «The Telegraph», «Publishers Weekly».

## Переклад українською
- Макс Теґмарк. Життя 3.0. Доба штучного інтелекту. — К.: Наш Формат, 2019.